# Solenobia wagneri
Solenobia wagneri är en fjärilsart som beskrevs av Lancelot A. Gozmany 1952. Solenobia wagneri ingår i släktet Solenobia och familjen säckspinnare. Inga underarter finns listade i Catalogue of Life.